# Stéphane Le Foll

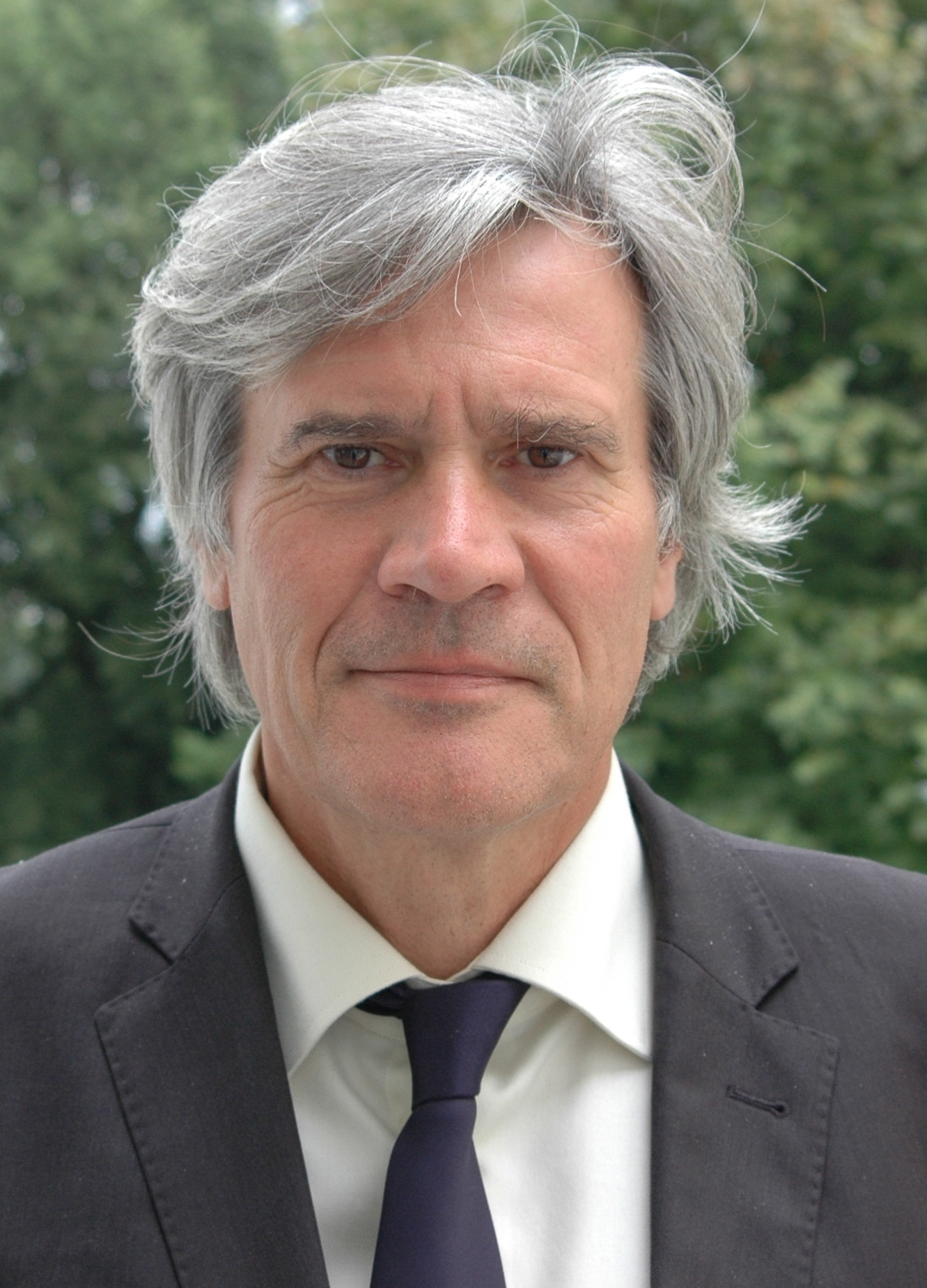
Stéphane Le Foll

Stéphane Le Foll (Le Mans, Frankrijk, 3 februari 1960) is een Frans politicus.

## Levensloop
Stéphane Le Foll was de zoon van een postbeambte en later onderwijzer.
Hij behaalde een technisch brevet (verwerking, distributie en commercialisatie van landbouwproducten) in Amiens en een diploma economie (DEA) aan de Universiteit van Nantes. Hij studeerde ook af aan de Conservatoire national des arts et métiers.
Hij trouwde met Marie-Hélène Bourdais, onderwijzeres en kunstschilder, met wie hij één kind had.
Als actief voetballer speelde hij als middenvelder in de eredivisie van de regionale voetbalfederatie.
Van 1983 tot 1988 onderwees hij economie aan het landbouwlyceum van Rouillon en in het lyceum van  La Ferté-Bernard. Daarna werd hij docent aan de université de Nantes (1998-1999).
Zijn legerdienst volbracht hij als sergeant in de infanterie.

## Politiek
Hij werd gemeenteraadslid van Longnes (1983-1995) en van Le Mans.  Vanaf 2001 was hij vicevoorzitter van de communauté urbaine Le Mans Métropole, belast met water en waterzuivering, en vervolgens met financies.
Vanaf 1991 werd hij permanent medewerker bij het bestuur van de Franse Parti socialiste en werd vanaf 1994 een vertrouweling van François Hollande. Hij werd zijn kabinetschef (2007-2008). Hij was verder lid van de Nationale Raad van de PS (2001- ), nationaal secretaris voor de coördinatie (2003-2005) en lid van het Nationaal Bureau (2007- ).
In juni 2002 was hij kandidaat voor de wetgevende verkiezingen maar werd verslagen door François Fillon. In 2004 werd hij verkozen in het Europees parlement. Hij was er lid van de Commissie Landbouw. In 2005 maakte hij deel uit van de vertegenwoordiging van het Europees parlement bij de onderhandelingen van de Wereldorganisatie voor de handel in Hong-Kong. Opnieuw verkozen in het Europees parlement in 2009, werd hij vicevoorzitter van de socialistische parlementsgroep. In 2010 was hij de auteur van een rapport gewijd aan de landbouw en de voedingsnijverheid.
In 2006 stichtte hij, samen met onder meer Edgard Pisani, de denkgroep Saint-Germain, gewijd aan de ontwikkelingen in de landbouw.
In 2007 werd hij voor de wetgevende verkiezingen opnieuw verslagen door François Fillon. In 2008 werd hij verkozen tot eerste secretaris van de Parti socialiste voor het departement van de Sarthe. Hij werd stichter en voorzitter van de vereniging Répondre à gauche ter ondersteuning van François Hollande.
Bij de socialistische voorverkiezingen in 2011 was hij campagneleider voor François Hollande. en wanneer deze als kandidaat was verkozen, werd Le Foll de organisator van zijn campagne.

## Minister
In mei 2012 werd hij benoemd tot minister van Landbouw en bleef dit gedurende het volledige presidentschap van Hollande.
Hij was kandidaat tijdens de wetgevende verkiezingen van 2012, volgend op de presidentsverkiezingen, en werd verkozen.
Hij voerde hervormingen door voor de vermindering van de sociale bijdragen bij de landbouwers en steunde de veehouders met allerhande maatregelen. Hij moest anderzijds het hoofd bieden aan een grote landbouwcrisis en aan de manifestaties in 2016 van de Bonnets rouges.
In oktober 2016 behaalde hij het record van levensduur als minister van Landbouw, sinds de oprichting van dit ministerie in 1836. Zoals vijf andere ministers maakte hij deel uit van de regering gedurende de hele periode van het presidentschap van Hollande.
Vanaf 2014 werd hij woordvoerder van de regering. Hij sprak zich bij herhaling uit tegen het organiseren van socialistische voorverkiezingen, in de overtuiging dat het aan François Hollande toekwam om opnieuw de linkse presidentskandidaat te zijn. In april 2016 stichtte hij Hé oh la gauche, een beweging ter ondersteuning van Hollande en van zijn herverkiezing in 2017..
Tijdens de wetgevende verkiezingen van juni 2017 werd hem geen kandidaat vanwege La République En Marche tegengesteld. Hij had wel veertien andere tegenkandidaten. Hij werd verkozen met 54,91 % van de stemmen.

## Publicaties
- Des Éléphants roses - 10 ans dans les coulisses du P.S., Parijs, Calmann-Lévy, 2009, isbn=9782702139622.